# Ma Rainey's Black Bottom
Ma Rainey's Black Bottom est une pièce de 1982 et est l'une des dix pièces de Pittsburgh Cycle d'August Wilson. Le titre de la pièce fait référence à une chanson du même titre de Ma Rainey faisant référence à la danse black bottom.

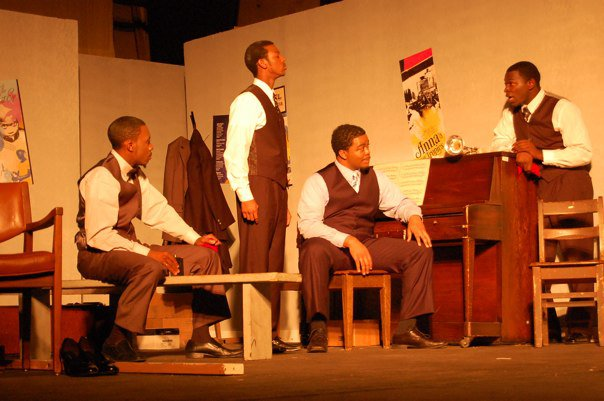
Ma Rainey's Black Bottom (2009).

La pièce, qui raconte l'expérience afro-américaine du XXe siècle, se déroule à Chicago dans les années 1920. C'est la seule pièce du cycle qui ne se déroule pas à Pittsburgh.
Ma Rainey's Black Bottom traite des questions de race, d'art, de religion et de l'exploitation historique des artistes noirs par les producteurs blancs.

## Adaptation
La pièce est adaptée dans le film Le Blues de Ma Rainey (Ma Rainey's Black Bottom) de George C. Wolfe en 2020.